# Parigné-sur-Braye
 Parigné-sur-Braye  es una población y comuna francesa, en la región de Países del Loira, departamento de Mayenne, en el distrito de Mayenne y cantón de Mayenne-Ouest.

## Demografía
| 277 | 293 | 313 | 482 | 554 | 624 |
| Para los censos de 1962 a 1999 la población legal corresponde a la población sin duplicidades (Fuente: INSEE [Consultar]) |     |     |     |     |     |